# Sarah Price (diplomata)
Sarah Price é uma diplomata britânica que serviu como embaixadora britânica na Finlândia de 2014 a 2017.

## Carreira
Ela estudou na Universidade de Oxford. De 2000 a 2004 foi vice-chefe de missão na Sérvia.